# 静岡市営電気供給事業

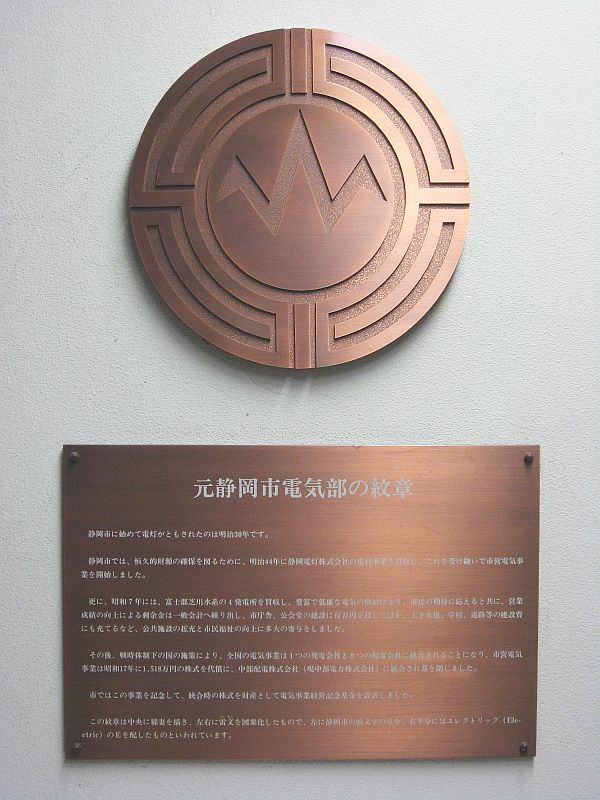
静岡市役所静岡庁舎本館内に展示されている静岡市電気部の紋章

静岡市営電気供給事業（しずおかしえいでんききょうきゅうじぎょう）は、明治末期から昭和戦前期にかけて静岡県静岡市が経営していた公営電気供給事業である。1911年（明治44年）に民間電力会社静岡電灯の事業を市営化することで成立したもので、静岡市電気部（しずおかしでんきぶ）が所管した。
市営事業の供給区域は1920年代までの静岡市域とおおむね一致する。従って2003年（平成15年）に静岡市と合併した旧清水市の範囲などは含まない。電源は長く他の電力会社からの受電で賄われたが、1932年（昭和7年）になって電力会社から富士川水系芝川の水力発電所を買い取って自給体制を整えた。太平洋戦争下の1942年（昭和17年）、配電統制令に基づいてすべての供給事業設備を中部配電へと現物出資して市営供給事業は消滅した。戦後、静岡市は公営事業復元運動に参加し、市営事業の再興を目指し中部配電の後身である中部電力と交渉したが、事業復元は実現していない。

## 市営事業成立の経緯

### 静岡電灯の開業

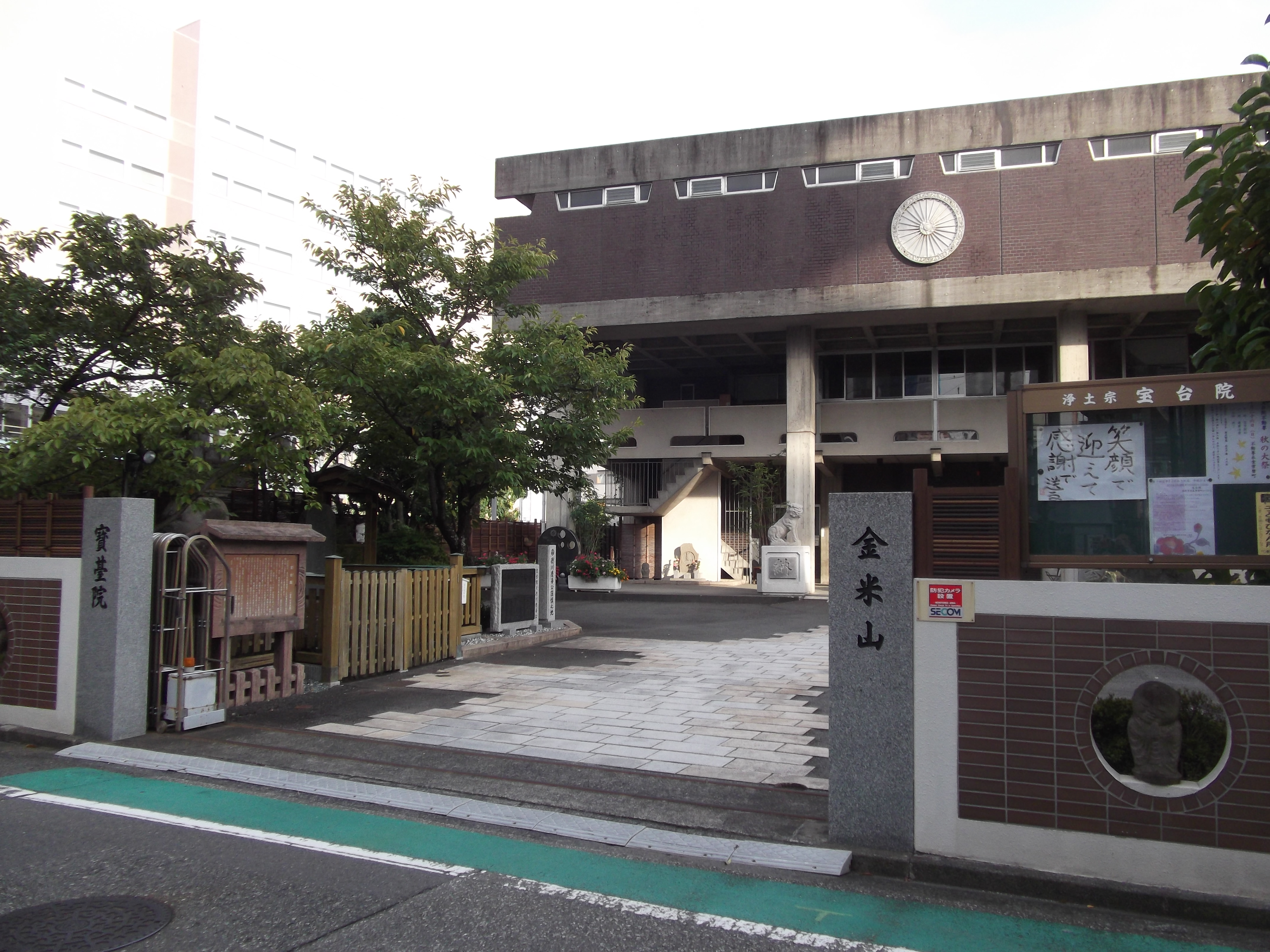
静岡電灯の火力発電所が境内にあった宝台院（2014年）

静岡市においては、1897年（明治30年）2月に静岡電灯株式会社が営業認可を得たことで電気事業の歴史が始まった。静岡県下では1895年（明治28年）10月に相次いで開業した熱海電灯・浜松電灯に続く3番目の電気供給事業である。静岡電灯の電源は火力発電で、当時の市街地南端、下魚町（現・葵区常磐町2丁目）にある寺院宝台院の境内に発電所が置かれた。
開業後の静岡電灯は事業を緩やかに拡大した。供給区域については当時の静岡市内に限っていたが、1900年（明治33年）から1908年（明治41年）にかけて市域を囲む安倍郡安東村・南賤機村・大里村・豊田村大字南安東を順次追加していく。需要の拡大に応じて発電機の増設も1900年と1905年（明治38年）に実施され、宝台院境内の発電所は単相交流発電機3台からなる発電力315キロワット (kW) の発電所とされた。1910年（明治43年）12月末時点での供給成績は電灯需要家1546戸・取付電灯数7738灯であった。会社の代表者である専務取締役は筆頭株主でもある磯野新蔵（醤油醸造業・市会議員）が務めた。

### 市営化の議論
静岡電灯が緩やかに事業を拡大する中、静岡県東部、富士川周辺地域では水力発電を電源とする電力会社の開業が相次いだ。まず1908年、富士郡大宮町（現・富士宮市）に設立された富士電気が大宮町や同郡吉原町（現・富士市）への供給を開始。さらに製紙工場への電力供給を目的とした富士製紙の傍系会社富士水電が1907年に設立され、富士川水系芝川に発電所を完成させて1909年10月に開業した。また同年5月より、富士郡に工場を持つ四日市製紙が直接自社で電気事業に乗り出して庵原郡富士川町や工場周辺への供給を始めた。
こうした電気事業の発達に刺激され、静岡市では電気事業を市で経営することで収益を上げ財政基盤強化に繋げようとする動きが生じた。市営電気事業起業の発端は、市会議員の青木宗道（静岡電灯元支配人）が1907年2月市会に市営事業の建議を提出したことにある。市会ではこの建議を機に、当時市内で都市ガス事業起業の動きもあったため電気・ガスどちらが市営事業として適切であるかを市会議員の中から7名の調査委員を選任して検討し始める。そして静岡電灯の経営状態や周囲の水力発電事業勃興という潮流を踏まえて電気事業の採用を決定した。市では早速四日市製紙や静岡電灯との間で事業譲受けの交渉を始めたものの、事業者側の請求金額が高く現段階での市営化は不適当との結論に至り、3月末の市会でその旨が調査委員より報告されて市営化の動きは一旦停止した。
1909年1月になり、青木宗道ら市会議員は静岡電灯が相当の価格であれば市への事業売却に応ずる意志があるとの情報を得て、市役所に出向き静岡市長長嶋弘裕に対して市営化を進言した。市当局や市会による調査の末に市営化の方針が定められ、静岡県知事李家隆介や逓信省技師渋沢元治を交えた会社側との交渉の結果、静岡市が13万円で静岡電灯の資産・権利を買収すると決定された。また市営電気事業の電源に関する調査も進められ、供給に名乗りをあげた富士電気・富士水電や四日市製紙といった事業者の中から最も安い電力料金を掲示した四日市製紙からの受電を決定、市の意向に沿って静岡電灯は1909年9月に四日市製紙と受電契約を締結した。
こうして静岡電灯の事業市営化に向けた手続きが進められたが、その情報が新聞などを通じて広まると市当局の交渉過程が不明朗だという批判が沸騰した。反対派は13万円という買収価格が不当に高価であり、富士水電を無視して四日市製紙と受電契約を交わしたことも調査不十分で経費その他の点で疑問、さらにそもそも市営に不安がある、といった主張を展開したという。また四日市製紙に敗れた富士水電も自ら電灯を安価に供給するとして需要家を募る動きをみせた。批判の高まりをうけて1909年10月1日「静岡市実業同志会」による市営反対決議がなされ、2日には1000人超の市民を集めた「電気事業市営反対大演説会」が開かれた。議会外での動きを他所に4日に市会が市営化案を可決すると反対運動は一層の拡大をみせ、5日夜には3000人超を集めた市民大会が開かれて「市営反対静岡市民会」が発足、8日には市民会によって市長・助役・参事会員・市会議員に対する辞職勧告が発せられた。
その一方で10月6日、静岡市と静岡電灯との間で事業譲渡契約が締結された。10月27日には静岡電灯の臨時株主総会で契約を承認するという手続きも完了した。ところが県知事や商業会議所の調停・斡旋で進められていた市当局と市民会の交渉が難航、最終的な裁定を委ねられた李家県知事によって10月30日、市会の市営化決議が否認されて市営化問題は白紙化された。

### 市営化の実現

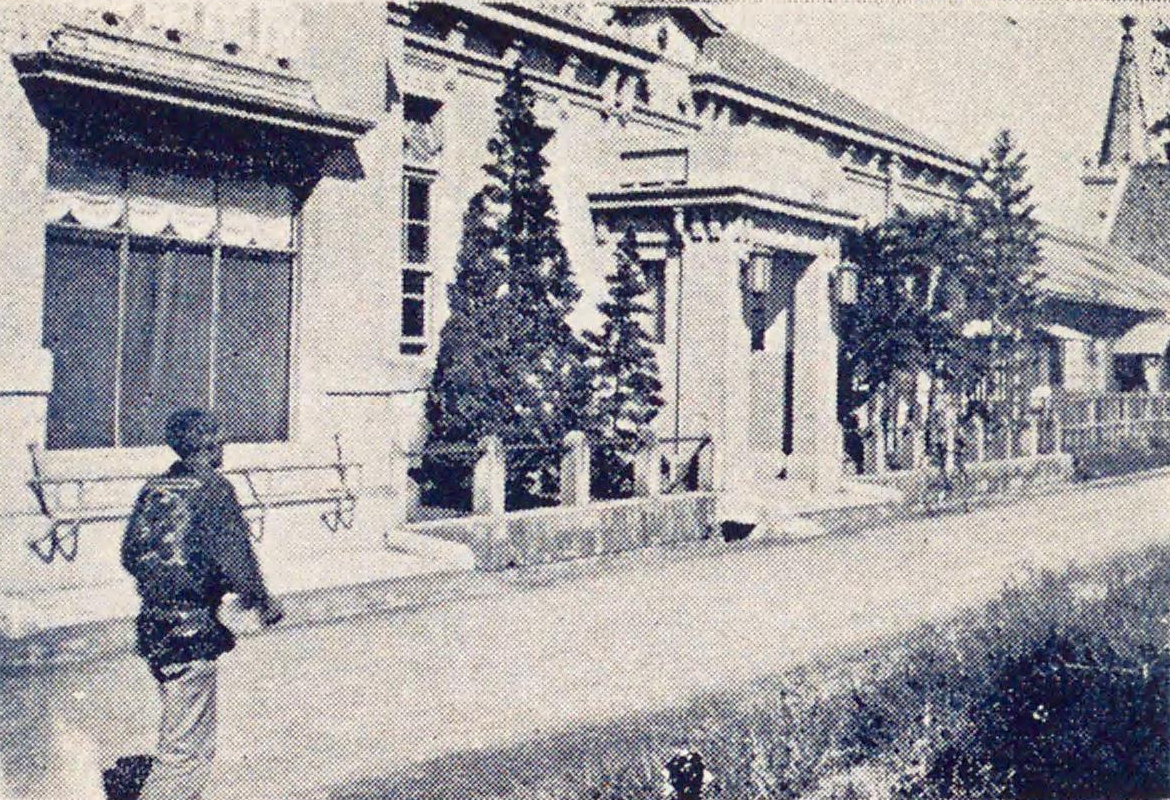
追手町に建設された静岡市電気部庁舎

1910年3月30日、逓信省から静岡電灯に対し、四日市製紙からの受電を電源とした電灯供給および動力用電力供給事業について認可があった。これにより、市営化案の懸念事項であった電源転換が明確化され、市営化計画を再検討する条件が整う。また同年6月に李家に代わって高知県で県営電気供給事業の経験がある石原健三が静岡県知事に着任して県知事の援助を期待できるようになり、さらに8月の豪雨で市西部が被災したのを機に市営電気事業の利益をもって下水改良や道路整備をなすべきという市民の声が起きて、電気事業市営化実行に向けた機運が高まった。情勢の変化を受けて9月20日、市会は市会議員・参事会員と市民から電気事業市営に関する調査委員を選任して再調査を開始。そして10月中旬に調査委員から静岡電灯の事業市営化を適当と認める報告書を受け取った。
1910年10月29日、市会において電気使用条例や電気事業市営に伴う市債発行についての審議が始まった。4月の選挙で当選した一部議員から反対意見が出されるが、12月12日市債案一部修正の上でこれらの議案は市会で可決された。市会通過を受けて直ちに国への認可申請の手続きが採られ、翌1911年（明治44年）1月27日付で逓信省から静岡電灯の事業譲受けに関する許可を取得。市債起債は25日付、電気使用条例は2月1日付でいずれも内務省・大蔵省から許可された。起債額は事業買収資金13万円に事業拡張資金を加えた23万6000円で、東京海上保険による引き受け、年利6.2パーセント・償還期間10年という条件であった。
諸手続きの完了を受けて市は静岡電灯との間で事業譲渡の日付を1911年2月28日と定め、同日付で電灯供給設備一切の引継ぎを完了した。同日をもって静岡電灯は会社を解散。そして翌3月1日より静岡市営電気供給事業が開業するに至った。半年後の8月末、四日市製紙が芝川に建設していた大久保発電所（出力1,792 kW）が運転を開始したため、9月1日より市営事業の電源は四日市製紙からの受電に転換された。
静岡市では市営供給事業開始と同時に、業務を担当する「静岡市電気部」を下魚町に設置した。この段階での庁舎は仮庁舎であり、宝台院境内にあった旧静岡電灯事務所をそのまま転用したものである。本庁舎は6年後の1917年（大正6年）2月末、市中心部の追手町44番地5に完成、3月1日より同所での業務が開始されている。また市には電気部の業務監視や商議にあたる機関として参事会員・市会議員・市民より各1名を選任して組織する「電気事業常設委員」も設置された。

## 市営事業の供給区域

### 初期の供給区域
前述の通り、旧静岡電灯時代に供給区域として許可を得ていた地域は、当時の静岡市内とそれを囲む安倍郡安東村・南賤機村・大里村・豊田村大字南安東である。このうち南賤機村は1909年南北に分割されて南部は静岡市、北部は賤機村（旧・北賤機村）に編入されているが、供給区域の区割りはそのままである（賤機村の与一右衛門新田以南が供給区域）。市営時代の1925年（大正14年）3月14日付で、さらに安倍郡千代田村の一部が供給区域に追加された。ただし東京逓信局の資料によると、千代田村のうち供給区域に含まれる範囲は大字上足洗212番地のみである。
静岡市の周辺部は静岡電灯・市営供給事業の供給区域ではなく別の電力会社の供給区域に順次編入されていった。市営供給事業の電源を担う四日市製紙は、1911・12年に豊田村と安倍川以西の安倍郡長田村・南藁科村・服織村を自社の供給区域に編入する。同社と市への電力供給を競った富士水電も西へ勢力を伸ばし、1911年には後の清水市域にあたる江尻町・入江町・清水町などに供給する中駿電気を合併、同年末までに市営区域の東側にあたる安倍郡大谷村・久能村・有度村・千代田村や庵原郡西奈村も供給区域に加えている。1920年（大正9年）、四日市製紙は富士製紙に合併されたが、直後にその電気供給事業が独立して静岡電力が発足する。また1925年には富士水電が東京電灯に合併された。
1916年（大正5年）、市営区域の北側にあたる安倍郡賤機村・麻機村を供給区域とする安倍電気が開業した。次いで1920年には現在の静岡鉄道静岡清水線の電化開業と同時に、事業者である駿遠電気（後の静岡電気鉄道、現・静岡鉄道）が藁科川に建設した発電所の周辺にあたる安倍郡中藁科村・清沢村・大川村で供給を始めた。この駿遠電気は翌1921年（大正10年）に安倍電気を合併して賤機村・麻機村と美和村における供給事業を引き継いでいる。こうした再編の末に、市営供給事業の供給区域は周囲を東京電灯・静岡電力・静岡電気鉄道の3社の供給区域に囲まれる形となった。

### 東京電灯からの区域取得
静岡市営事業の供給区域は、静岡市内の部分に限り東京電灯の電力供給区域（電灯供給は不可能）と重複していた。静岡市内への供給権は明治時代の東京電力（旧・東京水力電気）が保有していたもので、1907年（明治40年）に同社を合併したことで東京電灯が引き継いでいた。旧東京電力が計画した桂川（相模川）の水力発電所は東京電灯が1912年に八ツ沢発電所として完成させたが、同時に建設された送電線は東京方面とを繋ぐもののみであった。
このように東京電灯の静岡市内電力供給権は長く行使されていなかったが、同社は1926年（大正15年）になって権利の失効を回避すべく道路使用願いを県庁に提出するなどの供給開始準備に着手した。東京電灯の動きに対し、静岡市は業界最大手の大電力会社と競合関係となるのを防ぐべく東京電灯との折衝を重ねる。そして同年8月21日付で同社と協定を交わし、東京電灯が静岡市内にて電力供給をなす範囲を市内東部、鷹匠町付近の小区域に限定させること、電力料金は市営事業と同額とさせることに成功した。1926年10月、周辺部に供給区域を持つ静岡電力は東邦電力系の東京電力（1925年設立）に合併される。その東京電力も1928年（昭和3年）4月に東京電灯へ合併された。
1928年より静岡市域の拡大が始まり、同年豊田村、1929年安東村・大里村、1932年（昭和7年）賤機村が静岡市にそれぞれ編入された。1932年10月1日付で静岡市が東京電灯より芝川の発電所を譲り受けた際、市は東京電灯が持つ旧静岡市内の電力供給区域と、静岡市内の一部となった旧豊田村（大字南安東を除く）における電灯電力供給区域もあわせて譲り受けた。この結果、静岡市域と市営供給事業の供給区域が一旦ほぼ同一となった。なお旧豊田村でも東洋モスリン静岡工場（小黒）と三光紡績（長沼）に対する供給は特定供給として東京電灯に残っている。
1934年（昭和9年）、千代田・麻機・長田・大谷・久能の5村が静岡市へ編入された。しかしこれらの地域は市営供給区域には追加されないままであった。従って、これ以降の（最終的な）市営供給事業の供給区域は、当時の静岡市域から (1) 麻機・長田・大谷・久能の4地区全域、(2) 千代田地区の大部分、(3) 賤機地区の一部の3つを差し引いた範囲、ということになる。範囲外の地区は東京電灯・静岡電気鉄道の供給区域に残存しており、市営供給事業による供給が及ぶ範囲は戸数で見ると市内全体の8割に留まった。

### 供給区域に関する備考
市営供給事業の廃止後にあたる1948年（昭和23年）から1969年（昭和44年）にかけて静岡市に編入された自治体のうち、上記で言及していないものに山間部の安倍郡大河内村・梅ヶ島村・玉川村・井川村がある。これらの地域は以下の通りそれぞれ別個の事業者によって配電が開始された。
- 大河内村 ： 1923年1月大河内電気株式会社が開業[28]。同社はのちに大河内電灯へ改組した[29]。
- 梅ヶ島村 ： 1924年7月梅ヶ島電業所が開業[28]。
- 玉川村 ： 1926年2月より玉川水電信用販売購買利用組合（産業組合の一種）が供給を開始[29]。
- 井川村 ： 1925年6月井川水電株式会社が開業[28]。1927年井川電灯へ社名変更[29]。

## 供給事業の動向

### 初期の動向
前述の通り、静岡市は1911年2月28日付で静岡電灯の電灯供給設備一切の引継ぎを完了し、翌3月1日より市営電気供給事業を開業。半年後の9月1日より四日市製紙からの受電への電源転換を果たした。市に対する送電に際し四日市製紙では富士川水系の芝川に大久保発電所（出力1,792 kW）を完成させているが、この段階での市の受電高は日中500 kW・夜間1,000 kWであった。大久保発電所は富士郡芝富村大字西山（現・富士宮市西山）に所在。発電所から伸びる送電線の終端として、静岡市郊外の安倍郡大里村川辺（現・静岡市葵区川辺町）に変電所が設けられた。
受電転換にあわせ、市では電灯料金を大幅に引き下げた。静岡電灯時代の1909年12月にも値下げが実施されており、定額の16燭灯を例にとるとその月額料金は1円40銭から半額以下の65銭に圧縮された。値下げと供給力の拡大によって供給成績は短期間で大きく伸長し、1911年12月末時点での電灯需要家数は引継ぎ時から7028戸増の8574戸、取付灯数は1万3645灯増の2万1383灯（うち2灯は弧光灯）となった。また1911年10月からは電灯供給に加えて動力用電力の供給も始まった。こちらは同年末時点で電動機96台・計208.5 kWの取付けがある。
電灯・電力ともに1910年代を通じて供給を拡大し続け、取付灯数は1916年度（大正5年度）に5万灯に到達、電力取付kW数も翌年度に1,000 kWを超えた。電灯供給では利用電力量に応じて料金を支払う従量灯の増加が著しく、電力供給では製材・木工用を中心に精米用や製茶用などの需要が増加した。このように成績の伸びは順調に見えるが、実際には受電への電源依存が制約となり常に供給力不足に悩まされた。需要増加に伴いまず夜間電力に不足をきたし、1914年から翌年にかけて消費電力の少ないタングステン電球（発光部分にタングステン線を用いる白熱電球）への取り替えを余儀なくされる。続いて第一次世界大戦による大戦景気を背景とする動力需要の増加によって昼間電力にも不足をきたし、割高な電力料金を支払って受電電源を確保せざるを得なくなった。
このように事業拡大に制約があったものの、着実な事業収入の増加に伴って電気事業会計の余剰金も増加し、1912年度（大正元年度）からは市の一般会計への余剰金繰入れが可能となった。

### ガス灯との競合

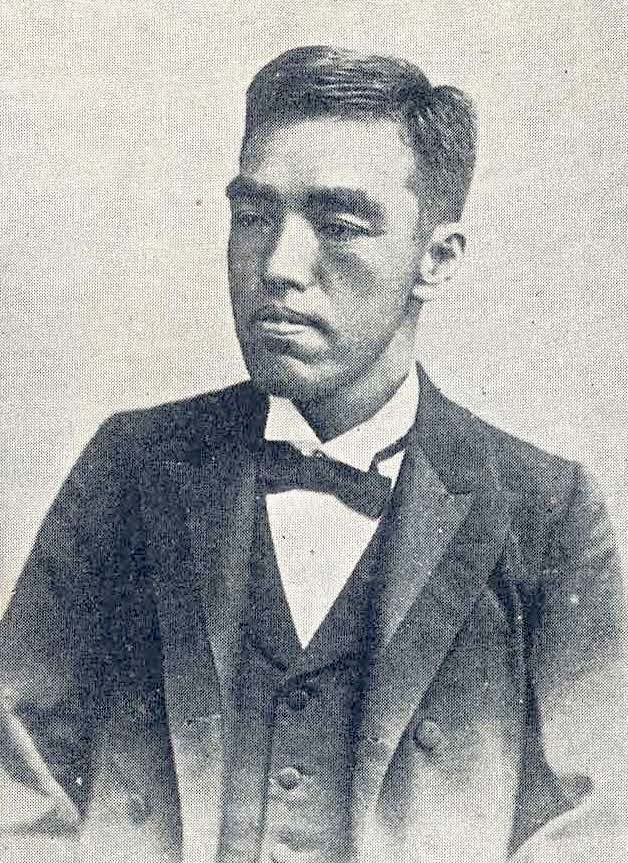
静岡瓦斯初代社長賀田金三郎

先に触れた通り、静岡電灯の事業市営化が検討されはじめた頃、都市ガス事業の起業計画も進行中であった。具体的には、1906年6月に東京の貿易商井出百太郎が県にガス事業設立許可を出願し、翌1907年に許可を得ていたのである。不況による設立見合わせや発起人の交代という事情があり、静岡瓦斯（現・静岡ガス）として会社設立に漕ぎつけるのは1910年4月のことであった。初代社長は賀田金三郎。静岡瓦斯発起人の一人で設立時の監査役に名を連ねた人物に、静岡電灯にも関わった磯ヶ谷利光がいる。
静岡瓦斯では豊田村南安東（現・静岡市駿河区八幡）にガス工場を建設し、市営電気供給事業開業に2か月先立つ1910年12月31日より都市ガス供給を開始した。開業当初、都市ガスはガス燃焼による照明すなわちガス灯として主に利用された。照明の供給という点で電気事業と競合するが、この段階ではガス灯は電灯に対し競争力を十分持った照明であった。当時普及していた電球は発光部分（フィラメント）に炭素線を用いた炭素線電球であったが、消費電力が大きく、ガス灯と比較すると同じ明るさをともすのに2倍の費用を要した。従って経済性に安全性が加味された場合にのみ電灯が優位に立つという状況であったためである。静岡瓦斯では当初順調に供給成績を伸ばし、1914年末には灯用孔口数9259口を数えた。その他、灯用に比べると3分の1と少ないが炊事など熱用の需要、あるいはガスエンジンの利用もあった。
ところが電灯に対するガス灯の優位はタングステン電球が出現すると崩れ去った。タングステン電球は炭素線電球に比べ長寿命・高効率であり、消費電力が約3分の1に低下したことで明るさ当たりの費用もガス灯より若干廉価となったためである。先に触れた通り静岡市でのタングステン電球切り替えは1914・15年のことであるが、静岡瓦斯の灯用孔口数は1915年から減少に転じた。灯用需要の低迷を補うべく静岡瓦斯ではガス料金を値下げて熱用需要の開拓に努める方針に転換する。大戦期の原料石炭価格高騰を反映したガス料金値上げとそれに伴う需要減もあり、灯用孔口数は1921年（大正10年）には2000口（沼津での供給分を含む）を割り込んだ。

### 電源増強の苦心
上記のように供給力不足に苦しんだ静岡市では、対策として市営発電所の建設を構想した。場所は市の北西、安倍郡大川村を流れる安倍川水系藁科川であり、水利権取得まで準備を進めた。一方、四日市製紙でも第二期工事として大久保発電所の放水路を活用する川合発電所の新設を1918年（大正7年）6月に出願した。
翌1919年（大正8年）6月24日、静岡市会にて四日市製紙との供給契約の件と藁科川水利権譲渡の件などが可決された。前者は四日市製紙川合発電所の落成と同時に市営供給事業の受電高を昼夜とも2,000 kWへと引き上げるという契約、後者は藁科川水利権と発電所工事材料の一切、11万3860円相当を駿遠電気（後の静岡電気鉄道）へと売却するという議案である。これらの決定の背景には、藁科川の市営発電所が大戦末期の物価・賃金価格高騰のため着工に至らない状態にあり、四日市製紙からの受電増加にあわせて水利権を手放すこととなったという事情があった。市会での審議によると、藁科川を再調査した結果、工費が当初予定2倍以上必要であるにもかかわらず発電所出力が著しく少なくなることが判明していたという。
1919年12月、芝川の四日市製紙川合発電所が竣工した。同発電所は出力3,080 kWで、芝富村長貫（現・富士宮市長貫）に位置する。運転開始を機に市営供給事業の受電高は昼夜とも2,000 kWに増強され、供給力不足は一応解消された。また藁科川の発電所計画を市から引き継いだ駿遠電気は同年6月に大川発電所（出力250 kW）を完成させ、これを電源に8月から静岡清水線の電車運転と発電所地元での配電を開始した。
1922年（大正11年）11月、東京電灯によって静岡県東部を流れる狩野川水系深良川（深良用水により芦ノ湖より引水）に深良川第一・深良川第二両発電所が完成、翌年には深良川第三発電所も完成をみた。深良川の発電所には神奈川県側のみならず静岡県側にも送電線が伸ばされており、三島経由で東京電灯静岡変電所（豊田村大字南安東に所在）まで送電された。これらの深良川発電所建設にあたり、静岡県知事の斡旋によって静岡市では昼夜2,000 kWの受電を1920年に予約し、1922年には受電設備も整えたが、翌1923年（大正12年）6月になって供給余力がないと通達されて受電は実現しなかった。なお深良川の発電事業は1923年に芦之湖水力電気へ売却され、直後に同社を合併したことで東洋モスリンに引き継がれたが、1925年（大正14年）に東京電灯の手に戻されている。

### 市営発電所建設の試み
東京電灯（東洋モスリン）からの2,000 kW受電が実現しなかったため、市では旧四日市製紙の電気事業を引き継いだ静岡電力と交渉し、1923年6月、同社からの受電高を従来の2,000 kWから3,000 kWへと引き上げると決定した。受電増加は翌1924年（大正13年）1月に逓信省より認可を得ている。この静岡電力では、受電増加に先立つ1922年12月に鳥並発電所（出力1,060 kW）の運転を開始していた。同発電所は大久保発電所の上流側、富士郡柚野村鳥並（現・富士宮市鳥並）に位置する。
電源の増強に歩調を合わせて供給成績も伸び続けており、取付灯数は1925年度に10万灯へ到達、電力取付kW数は1923年度に2,000 kWを超過したのち1929年度（昭和4年度）に3,000 kWも超えた。この間電灯料金は据え置きであったが、1921年7月・1925年6月・1928年（昭和3年）2月の3回にわたって電力料金が引き下げられ、特に1925年6月の改訂では電力料金にも従量制が加えられた。需要増加はこうした料金の動向を反映したものでもある。ただし、1926年（大正15年）ごろの時点では供給力不足のため電灯の点灯時間に動力用電力の送電を休止したことから、操業に支障を来すとして電力需要家の不満が溜っていたという。不満を持つ電力需要家178名が連名にて市内供給権を持つ東京電灯に供給を懇請したところ東京電灯は供給に踏み切る構えをみせたが、同社の市内供給は前述の通り1926年8月に市と締結した協定によって市内の小区域に限定された。
静岡電力においては、鳥並発電所に続いて1924年2月より静岡火力発電所の運転を開始した。同発電所は出力2,000 kWの火力発電所で、静岡清水線音羽町駅の西側に位置した。続いて1926年2月からは朏島発電所（みかづきじま、出力632 kW）の運転を開始した。同発電所は芝川筋発電所の中で最下流、富士川の合流点よりも下流側に位置しており、芝川からの取水以外にも川合発電所の放水や富士製紙芝川工場の放水・余水も活用して発電する。所在地は富士郡芝富村羽鮒（現・富士宮市羽鮒）。朏島発電所の運転開始から間もなくして静岡電力は東京電力に合併され、その東京電力も1928年4月に東京電灯へ合併されたため、芝川筋の鳥並・大久保・川合・朏島各発電所はすべて東京電灯の手に渡った。合併後の同年11月、市では昼夜とも3,000 kWを受電中の東京電灯から夜間のみ1,000 kWの受電増加をなすと決定。翌1929年5月末に逓信省より夜間4,000 kWへの受電変更認可を得た。
こうして市営供給事業の受電依存は1920年代も続いたのであるが、その一方で、事業の基礎を確立するためには市営発電所が必須であるとの意向を持ち続けた。そのため1924年6月、計画を放棄した藁科川に代わって今度は大井川支流寸又川の水利権を出願した。出願地点は寸又川のうち榛原郡上川根村（現・川根本町）の千頭字木代峠から同村奥泉字大代山に至る区間で、発電力は最大5,080 kWの予定であった。市会でも1925年10月全会一致で市営発電所建設の建議を可決し、市民大会を開くなど水利権獲得を支援した。しかしながら寸又川水利権は寸又川水力電気（後の大井川電力）や森村開作ら（第二富士電力発起人）という競願者があり、競願者に許可が下りて静岡市の出願については1928年2月静岡県より不許可を通知された。ただし寸又川水力電気・第二富士電力に対する水利権許可には、静岡市が要求する場合は発生電力の一部（寸又川水力電気は最大5,000 kW、第二富士電力は最大2,500 kW）を市へ原価にて供給すべしとの付帯条件が付された。
寸又川に続き、市では安倍川本流での発電所建設に関しても調査を開始し、1928年12月水利権を出願した。こちらについては1930年（昭和5年）5月に許可を得ている。続いて市会での審議を経て11月に安倍川に4つの市営発電所を建設する旨の工事実施認可を逓信省に申請した。その内容は、第一期工事として総工費443万円を投じて下流側の第一・第二両発電所（大河内村所在、出力計8,520 kW）を建設、次に第二期工事として総工費154万5000円を投じて上流側の第三・第四発電所（梅ヶ島村所在、出力計4,050 kW）を建設する、というものであった。

### 芝川筋発電所の市営化
工事実施認可申請を済ませた安倍川での市営発電所建設計画であったが、その直後、市会において安倍川開発計画と既設発電所買収を比較研究すべきという動議が出された。これを受けて市会議員から選ばれた調査委員によって調査が始められ、さらに翌1931年（昭和6年）3月宮崎通之助が静岡市長に着任すると、宮崎自身の主導によって市当局も電源に関する比較研究に着手することになった。市営発電所問題に揺れる中、1931年8月末に東京電灯との受電契約が満期を迎えて更新された。新契約では受電高が6,000 kWに増加され（川辺変電所で4,000 kW・静岡変電所で2,000 kWを受電）、電力料金は旧契約と異なり実際の使用電力量に応じて支払う形となった。1キロワット時 (kWh) あたりの単価は1銭7厘8毛。新契約に基づく受電は同年11月からである。
市営発電所問題について、市では工学博士の大藤高彦・青柳栄司に研究を依頼し、安倍川開発と東京電灯芝川筋発電所または東海紙料（後の東海パルプ）大井川筋発電所の買収を比較検討した結果、芝川筋発電所の買収が最も有利と認める、という結論を得た。そして1932年（昭和7年）5月21日、市は東京電灯との間で芝川筋発電所などの買収契約を締結した。買収範囲は、芝川筋の鳥並・大久保・川合・朏島各発電所と静岡市内の川辺変電所、川合発電所と川辺変電所を繋ぐ送電線（芝川線。送電電圧44キロボルト）、それに発電所間の連絡送電線である。また上記#市営事業の供給区域節で記したように東京電灯が有する静岡市内における供給事業もあわせて譲り受けており、これに関連する財産も買収の対象であるが、静岡火力発電所・静岡変電所などは買収対象外となっている。買収価格は373万円で、買収資金は主として電気事業の積立金から捻出された。
6月2日、上記買収の件が市会で可決され、27日には東京電灯の株主総会でも承認される。9月16日、逓信省から事業譲受けについての認可が下り、契約期日通り10月1日付で事業・財産の引継ぎを完了した。こうして市は発電所4か所・総出力6,564 kWを市営化して発電所自営を達成した。下表に4か所の発電所の概要を今一度記す。
| 発電所名 | 出力 (kW) | 所在地                           | 運転開始   | 備考                                                |
| -------- | --------- | -------------------------------- | ---------- | --------------------------------------------------- |
| 鳥並     | 1,060     | 富士郡柚野村鳥並（現・富士宮市） | 1922年12月 |                                                     |
| 大久保   | 1,792     | 富士郡芝富村西山（現・富士宮市） | 1911年9月  | 1941年6月出力2,000 kWに増強 1951年5月「西山」と改称 |
| 川合     | 3,080     | 富士郡芝富村長貫（現・富士宮市） | 1920年2月  | 1942年4月「長貫」と改称                             |
| 朏島     | 632       | 富士郡芝富村羽鮒（現・富士宮市） | 1926年2月  | 1952年9月「芝富」と改称                             |

この市営化により、東京電灯との間に存在した従来の6,000 kW受電契約は失効したが、市では渇水期の補給電源を持たないため、引き続き渇水補給用として東京電灯から最大2,000 kWの受電を続けている。その後1936年（昭和11年）11月になり、川合発電所と豊田変電所（静岡市曲金所在）を繋ぐ送電電圧66キロボルト・亘長29.4キロメートルの送電線「静岡線」の使用が開始された。静岡線の完成後は、芝川筋発電所の発生電力を一旦川合発電所に集めて66キロボルトに昇圧し静岡線を通じて豊田変電所へと送電、ここで受電電力とをあわせて降圧し他の変電所への給電や需要家への配電にあたる、という電力系統が構成された。

### 富士電力からの受電
1930年代においては、初頭に昭和恐慌の影響を受けて電力需要の伸びが停頓した以外、供給成績は1930年代後半まで右肩上がりであり、取付灯数は1933年度（昭和8年度）に15万灯を超え、1938年度（昭和13年）には20万灯に迫る水準に達した。電力取付kW数も1933年度5,000 kWに到達、1940年度（昭和15年度）には倍の1万kWも突破している。この間電灯・電力ともに従量制が普及しており、特に電灯供給では1930年代後半になると定額制に代わって従量制が支配的となった。電力供給は日中戦争期になると時局を反映し軍需産業で拡大、理研電化工業（現・理研軽金属工業）を筆頭にアルミニウム関連の大口需要家が出現して金属工業向けの供給が著増した。この間、電気料金は1932年8月と1937年（昭和12年）12月の2度にわたり電灯・電力双方で値下げが実施され、定額16燭灯（20 W灯）の場合月額52銭まで減額された。
1932年の発電所市営化以後の需要増加は、東京電灯ではなく富士電力という電力会社からの受電によって対処された。先に静岡市との競願の末に寸又川水利権を得た第二富士電力は、1928年12月会社設立ののち、1つ目の発電所湯山発電所を完成させたのを機に1937年3月親会社富士電力へと合併された。2か所目の大間発電所は富士電力によって開発され、1938年12月完成に至る。所在地は榛原郡上川根村、発電所出力は最大16,000 kWであった。大間発電所建設にあたっては、水利権許可の付帯条件にあった静岡市に対する電力供給を実行することになり、静岡変電所（静岡市曲金所在）と静岡送電線（大間 - 静岡間、送電電圧66キロボルト）を発電所と同時に完成させた。
しかし富士電力側の設備が完成したものの、静岡市側で東京電灯との間に紛争があり、受電の開始は半年以上遅れた。結局翌1939年（昭和14年）9月4日、静岡市と富士電力の間に、富士電力静岡変電所渡しで最大5,000 kW（うち常時電力2,500 kW）を市が受電するという旨の契約が成立し、6日から受電が開始された。常時電力1 kWhあたりの単価は1銭7厘と、比較的廉価な料金であった。
1941年（昭和16年）6月、発電機その他の更新によって市営大久保発電所の出力が2,000 kWに引き上げられた。これにより市営発電所4か所の総出力は6,772 kWとなり、そのまま翌年の中部配電への統合を迎えた。受電契約についても、東京電灯から最大2,000 kW、富士電力から最大5,000 kWのまま中部配電へと統合されている。

### 静岡大火

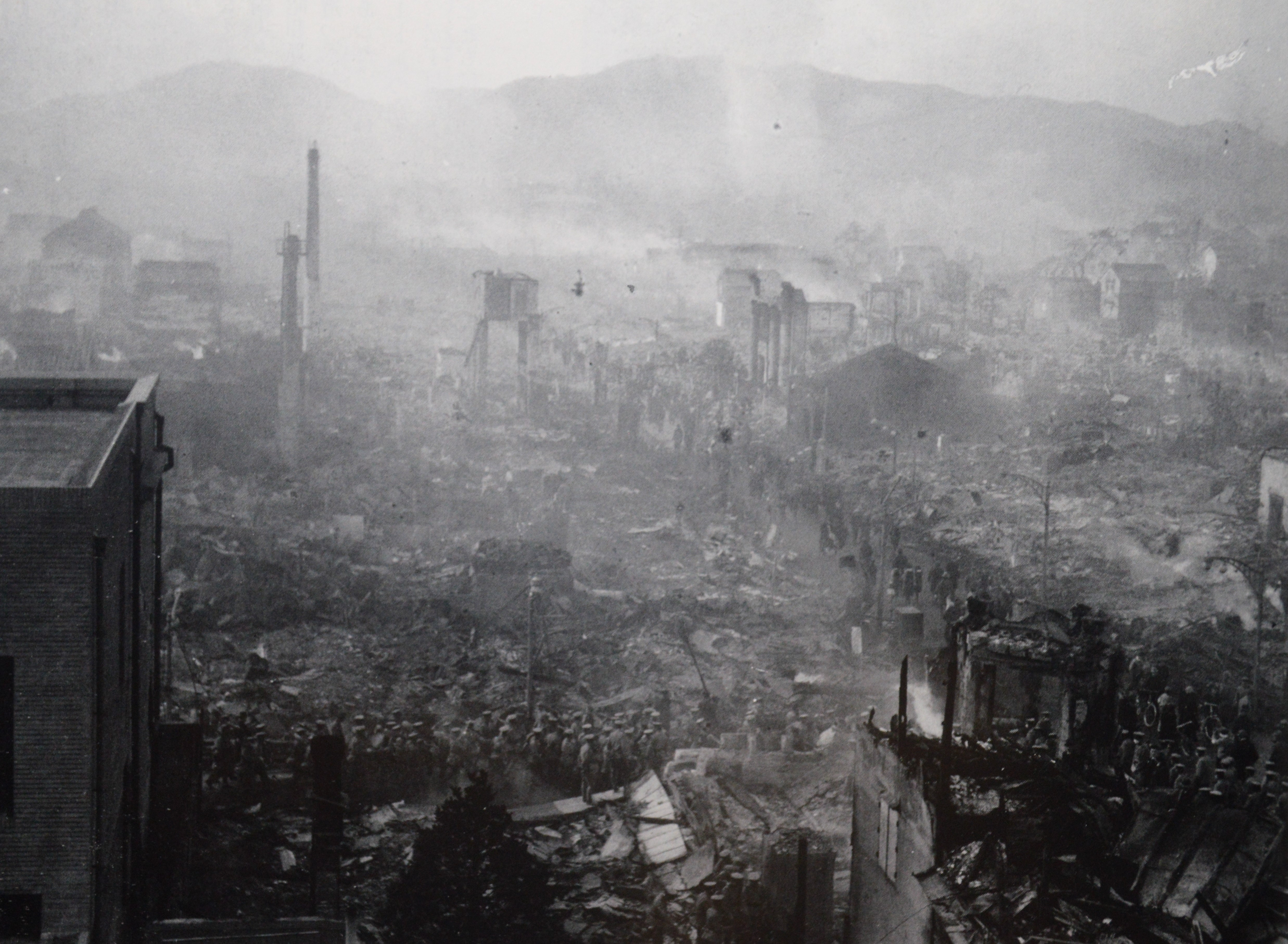
大火後の七間町付近

1940年（昭和15年）1月15日、静岡市の市街地を焼く「静岡大火」が発生した。焼失面積は約35万坪、被災家屋は全焼5229戸・半焼46戸に及ぶ。
大火によって市営供給事業も甚大な被害を受け、5344戸の需要家が焼失して電灯4万9345灯・電動機870台のほか電柱642本・変圧器405台・電線計213キロメートルを失った。これら電気工作物の被害額は約110万円とされる。送電は火災発生をうけて15日16時20分ごろ中止されていたが、鎮火後ただちに復旧作業が進められ翌16日午後には焼失区域を切り離し再開された。焼失区域については真っ先に街路灯の復旧が進められ、18日から静岡駅前一帯が再点灯されたのを機に数日で焼失区域全域の照明が復旧されている。
静岡大火直後の1939年度末（1940年3月末）時点での電灯需要家数は前年度比1705戸減の2万6248戸、取付灯数は前年度比3万5163灯減の15万6253灯となり、年間の電灯料収入も減収となった。翌1940年度も電灯料収入の減収が続くが供給成績は回復に転じており、年度末（1941年3月末）時点での電灯需要家数は3万1422戸、取付灯数は定額1万5475灯・従量16万2936灯の計17万8411灯であった。なお同じ時点での電力需要家は4115戸、取付kW数は定額4,146 kW・従量6,320 kWの計10,466 kWである。
中部配電統合直前すなわち1942年（昭和17年）3月末時点での供給成績は引継ぎ書類が残っておらず具体的数値を欠くが、電灯が需要家数約3万3500戸・取付灯数約21万灯、電力が需要約5000戸・取付kW数約12,000 kWであったという。

## 市営供給事業の終焉

### 配電統制令の公布

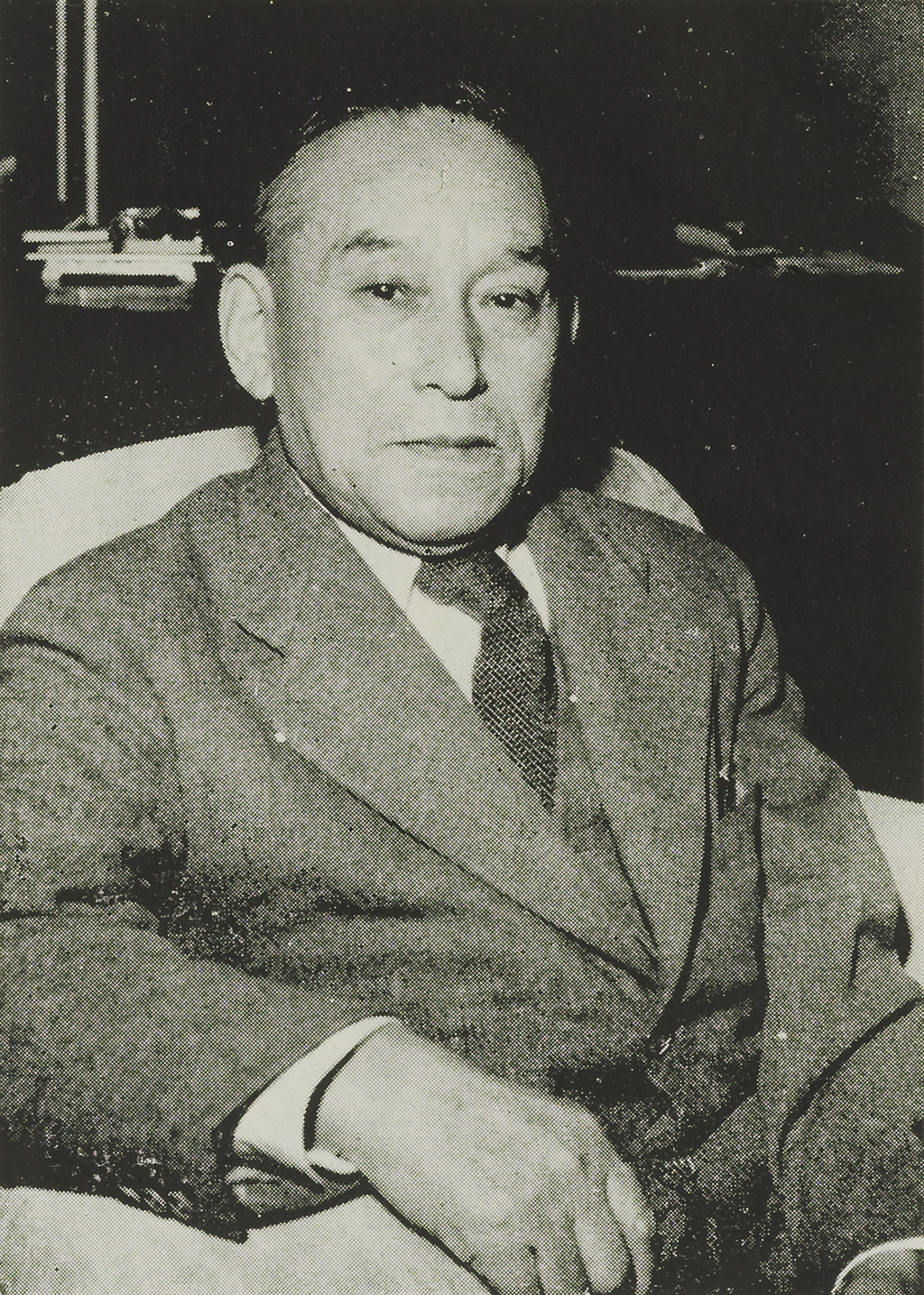
配電統制令公布時の逓信大臣村田省蔵

静岡市では、芝川筋発電所を市営化した後に安倍川水利権を放棄していたが、1930年代末になって再び安倍川開発を試み、1939年（昭和14年）3月水利権を出願して翌年1月その許可を得た。今回の許可地点は計画放棄地点よりも下流側、市街地最寄りの地点で、安倍川より取水する下村発電所（最大出力5,000 kW）を静岡市下に建設、その放流を一旦鯨ヶ池へと放流してそこからさらに静岡市有永に設置の麻機発電所（最大出力4,230 kW）にて発電、最終的に巴川へと放水するという計画が立てられた。市では両発電所の着工に向け準備を進めたものの、戦時下の電力国家管理政策によって市営供給事業自体が消滅し、安倍川開発計画はまたしても実現しなかった。
特殊会社を通じた政府による電気事業の管理・統制を目指す電力国家管理への動きは1936年の広田弘毅内閣発足以後逓信省内で具体化されるようになり、1938年3月、第一次近衛文麿内閣のときに「電力管理法」として法制化に至った。この段階での国家管理が及ぶ範囲は限定的であり、翌1939年4月に国家管理の担い手として設立された特殊会社日本発送電は既存電気事業者から主要火力発電所と主要送電線の現物出資を受けただけであった。配電事業については既存事業者に残されており、日本発送電から配電事業者に販売される電力の卸売り料金を政府が規制することで国家管理を波及させるという程度に留まった。なお日本発送電設立時の設備出資対象事業者に静岡市は含まれておらず、同社との電力需給関係もない（1939年末時点）。
続いて1940年7月に第二次近衛内閣が発足すると、日中戦争の長期化と日本発送電の機能不全を背景として電力国家管理の拡大が推進されるようになり、同年9月、既設水力発電所を含む主要発電・送電設備を日本発送電に帰属させるとともに、配電事業についても既設事業者をすべて解体して地区別特殊会社に再編するという方針が決定された。静岡市では政府方針の決定をうけて、静岡大火からの復興に電気事業の益金を充てていることを理由として市への国家管理適用を延期するよう11月より逓信省などに陳情を続けた。また公営供給事業を経営する他都市と連携し、統合には反対であるがやむを得ない場合には公営事業の統合のみを後回しとすること、簿価にこだわらない適正な統合評価額を算出すること、配電会社の配当を十分保証することなどを要求した。
翌1941年（昭和16年）8月30日、配電統制を規定した「配電統制令」の公布・施行に至る。この際、公営供給事業を失う自治体に対して政府から補助が出されることになり、反対運動は限定的ながら成果を収めた。具体的には公納金制度の創設であり、配電統制実施に伴う収入（配電会社から支払われる株式配当・利子・税金）が統合前における事業利益の95パーセントに満たない場合、差額を公納金として統合後最長10年にわたり配電会社から（その分の法人税を軽減するため実態としては政府から）交付するというものであった。配電統制令に基づき中部地方においては「中部配電株式会社」を新設することとなり、1941年9月6日、同令に基づく中部配電設立命令書が静岡市と東邦電力・日本電力など民間10社に対して発出された。

### 中部配電への設備出資
中部配電の設立命令において、静岡市は「電気供給事業設備を出資すべき者」に指定され、芝川筋の発電所4か所と送電線5路線、変電所3か所、それに中部配電の配電区域内（静岡・長野・愛知・岐阜・三重の5県）にある配電設備・需要者屋内設備・営業設備の一切を中部配電へと出資するよう命ぜられた。1941年9月、中部配電設立命令の受命者11事業者によって中部配電設立委員会が立ち上げられると静岡市からは当時の市長稲森誠次が委員に就任する。以後設立事務が進められ、統合財産の評価額などが決定された。静岡市が出資する財産に関しては、その評価額は1518万2000円と決定され、その対価として中部配電の額面50円払込済み株式30万3640株（払込総額1518万2000円）が市に交付されることとなった。出資財産の簿価は787万7781円であったため、2倍近い評価益が生じている計算になる。翌1942年（昭和17年）1月12日、設立委員会が作成した中部配電設立に関する事項が静岡市会で承認された。
1942年4月1日、中部配電を含む地区別配電会社9社が一斉に発足、中部配電への設備出資を完了した静岡市営電気供給事業は消滅した。31年間にわたる供給事業経営の中で、電気事業会計から他の会計に繰り出された益金の合計額は964万7020円に上る。これらの資金は上水道・下水道の敷設、都市計画事業費、道路整備費、学校整備費、市庁舎・公会堂建設費、病院・市営住宅・公園など社会施設建設費、静岡大火の災害復旧費などさまざまな用途に転用された。中部配電設立に伴い、最後の市電気部長である中川銀三郎が同社の理事（取締役に相当）に転ずる。また設備出資の対価として交付された中部配電株式30万3640株をそのまま保持したため、静岡市は同社の筆頭株主の地位にあった。
配電会社の設立に際し、東京電灯がそのまま関東配電に合流したため静岡県内の東京電灯区域も関東地方の配電会社である関東配電に引き継がれていたが、半年後の1942年10月1日付で富士川を境界とする配電区域の整理が実施されて富士川以西が中部配電区域、以東が関東配電区域という区割りが確定された。区域整理に伴い発電所も一部が関東配電から中部配電に譲渡されているが、その反対はなく、元静岡市営の芝川筋発電所4か所は富士川の東側（富士郡）にあるものの中部配電に留まった。こうした区域整理以外にも中部配電では配電区域内に残る小規模配電事業の統合を推進しており、静岡市周辺では1943年3月1日付で静岡電気鉄道・大河内電灯・梅ヶ島電業所、4月1日付で玉川水電信用販売購買利用組合の配電事業がそれぞれ統合されている。

### 戦後の電気事業復元運動
太平洋戦争後、占領下にあった1951年（昭和26年）5月、電気事業再編成令に基づき中部配電と日本発送電の再編成によって中部電力株式会社が発足した。終戦からこの再編成実施に至る過程で、静岡市は市営電気事業の復元運動を推し進めた。
復元運動の発端は、1947年（昭和22年）3月5日の静岡市議会において復元に関する意見書が議決されたことにある。これには終戦によって配電統制の意義が失われていたことに加え、戦後の電力不足によって停電が頻発する状況にあり市民の不満が高まっていたという背景があった。その後も静岡市では陳情活動を続け、大都市による「公営電気事業復元県都市協議会」が発足したのに続き中小都市による「中小都市電気事業復元協議会」が1950年（昭和25年）に発足すると静岡市はこれに参加した（静岡のほか苫小牧・一関・仙台・酒田・金沢・都城の7市で構成）。中部電力発足後も事業復元や公納金に関する政府への陳情を続けるが具体的成果はなかった。
1957年（昭和32年）5月、自由民主党は当時検討中であった公営電気事業復元に関する法制化を断念、立法措置ではなく各都市に電力会社との交渉による自主的解決を求めた。政府方針の変更を受け、静岡市では同年11月28日付で中部電力に対して市営電気事業の復元譲渡の要請を提出した。これを機に翌1958年（昭和33年）から市と会社の個別交渉が開始される。同年4月の第1回交渉では、市は市民の希望でもあるとして事業復元を要求したが、中部電力側は要請の全面的受入れは不可能と返答した。12月の第2回交渉では、会社側からまだ具体案はないが何等かの妥協点を見出して問題を円満解決したい、との意向が出された。交渉は1960年（昭和35年）に第7回交渉まで進むが解決に至らず、同年から市側の交渉が当時の市長松永彦雄に一任されるようになり、当時中部電力副社長であった加藤乙三郎との間で交渉が進められた。
1961年（昭和36年）9月、中部電力側から市の公共事業に協力するという解決策が掲示された。これを機に、中部電力が公共事業協力のため市に負担金・寄付金を支払い、別途市有地も購入する、という2点が公営電気事業復元代替の妥協案として浮上、以後交渉が円滑化して翌1962年（昭和37年）9月4日交渉妥結に至り、市議会での了承ののち同年10月23日付で静岡市と中部電力の間で2つの協定書調印に至った。協定書の内容は、中部電力側が市の行う高等学校建設などの事業に協力するため9500万円を負担する、市の行う公共街路灯建設事業のため2500万円を寄付する、というもの。また9月15日付で静岡市池田の市有地3059坪を中部電力が8000万円で購入するという土地売買契約書も結ばれた。
静岡市が中部電力から受け取った計2億円のうち、事業協力負担金9500万円は高等学校建設などに充当するという名目であったが、すでに学校建設（県営化され静岡県立静岡東高等学校として開校）は別財源によって進められていたため、資金は「中部電力株式会社事業協力資金積立金」としてさしあたり保留された。その後1963年度になって全額を一般会計に繰り出して登呂遺跡を中心とした登呂公園の整備費に転用された。公共街路灯建設に対する寄付金2500万円は主要街路・公園・緑地帯・市営墓地の街灯建設や学校・住宅地の防犯灯整備に用いられ、土地売買契約に基づく土地代金は一般財源に充当された。

## 年表
- 1896年（明治29年）
  - 7月24日 - 静岡電灯設立[9]。
- 1897年（明治30年）
  - 1月16日 - 静岡市内で試験点灯開始[1]。
  - 2月21日 - 静岡電灯開業[87]。
- 1909年（明治42年）
  - 10月4日 - 静岡市会、静岡電灯の事業市営化案を決議[7]。
  - 10月6日 - 静岡電灯と静岡市の間で事業譲渡契約締結[9]。
  - 10月30日 - 市営化反対運動を受けて静岡県知事が市会の市営化決議を否認し市営化問題白紙化[7]。
- 1910年（明治43年）
  - 12月12日 - 電気使用条例案および電気事業市営に伴う起債案が市会通過[11]。
- 1911年（明治44年）
  - 1月27日 - 逓信省より静岡電灯からの事業譲受けに関する許可取得[11]。
  - 2月28日 - 静岡電灯からの電灯供給設備一切の引継ぎを完了[11]。
  - 3月1日 - 同日より静岡市営電気供給事業として営業開始[11]。
  - 9月1日 - 火力発電を廃止して市営事業の電源を四日市製紙からの受電に転換[7]。受電は昼間500 kW・夜間1,000 kW[54]。
- 1919年（大正8年）
  - 7月21日 - 四日市製紙からの受電契約を昼夜とも2,000 kWに更改[54]。
- 1923年（大正12年）
  - 6月30日 - 静岡電力（旧四日市製紙の電気事業が独立）からの受電契約を昼夜とも3,000 kWに更改[54]。
- 1926年（大正15年）
  - 8月21日 - 静岡市内に供給権を持つ東京電灯との間に協定締結、同社による電力供給を市内の小区域に限定させることに成功[24]。
- 1928年（昭和3年）
  - 12月1日 - 東京電灯（旧静岡電力の事業を引継ぎ）からの受電契約を昼間3,000 kW・夜間4,000 kWに更改[54]。
- 1931年（昭和6年）
  - 9月1日 - 東京電灯からの受電契約を昼夜6,000 kWに更改[54]。
- 1932年（昭和7年）
  - 10月1日 - 東京電灯から芝川筋水力発電所4か所を買収し電源自給を達成[27]。同時に東京電灯が持つ市内の供給事業を引き継ぐ[27]。
- 1939年（昭和14年）
  - 9月4日 - 富士電力との間に5,000 kWの受電契約締結[54]
  - 9月6日 - 富士電力からの受電開始[66]。
- 1940年（昭和15年）
  - 1月15日 - 静岡大火で被災[68]。
- 1941年（昭和16年）
  - 8月30日 - 「配電統制令」公布・施行[74]。
  - 9月6日 - 配電統制令に基づく中部配電設立命令を受命[76]。
- 1942年（昭和17年）
  - 1月12日 - 市会、中部配電設立に関する事項を承認[78]。
  - 4月1日 - 中部配電設立[80]。中部配電への設備出資に伴い静岡市営電気供給事業は消滅[61]。
- 1947年（昭和22年）
  - 3月5日 - 静岡市議会において市営電気事業復元に関する意見書が議決され、戦後の復元運動が始まる[85]。
- 1957年（昭和32年）
  - 11月28日 - 静岡市は中部電力（中部配電の後身）との間で市営電気事業復元の交渉に着手[85]。
- 1962年（昭和37年）
  - 10月23日 - 市に対する負担金・寄付金の交付という条件で中部電力との間に協定成立、復元問題の解決に至る[86]。